# Heilige Insel Okinoshima und zugehörige Stätten in der Region Munakata
Die Heilige Insel Okinoshima und zugehörige Stätten in der Region Munakata, das 2017 in das UNESCO-Welterbe aufgenommen wurde, ist ein serielles Kulturgut, das aus acht Stätten besteht, die alle mit der Verehrung einer heiligen Insel verbunden sind. Diese Verehrung, die im vierten Jahrhundert begann, wird bis heute fortgesetzt. Zu diesen Bestandteilen gehören Okitsu-miya der Munakata Taisha, das die gesamte Insel Okinoshima und die drei dazugehörigen Riffe in der Meerenge zwischen dem japanischen Archipel und der koreanischen Halbinsel umfasst; Okitsu-miya Yohaisho und Nakatsu-miya von Munakata Taisha, auf der Insel Oshima; und Hetsu-miya von Munakata Taisha und die Shimbaru-Nuyama Hügelgrabgruppe auf der Hauptinsel Kyushu.

## Lister der Einzelstätten
Karte mit allen Koordinaten des Abschnitts Liste der Einzelstätten: OSM
| Name                                                 | Position | Bild | Beschreibung | Schutzzone [ha] | Pufferzone [ha] |
| ---------------------------------------------------- | -------- | --- | --- | --------------- | --------------- |
| Okinoshima 沖ノ島                                    | Lage     | | Okinoshima, die Insel diente als Stützpunkt und Wegweiser auf der Schiffsroute umikita no michinaka (海北道中 dt. etwa: „nördliche Seeroute“) zur Koreanischen Halbinsel, ist ein wichtiges Zeugnis früher Rituale für den Schutz der Seeleute und eine sichere Fahrt auf Hoher See zwischen dem 4. und 9. Jhd. n. Chr. | 68,38           | 79.363,48       |
| Koyajima 小屋島                                      | Lage     | Die drei Riffe Koyajima, Mikadobashira und Tenguiwa bilden das Gelände des Okitsu-miya-Schreins. Darüber hinaus haben diese Riffe die Funktion eines natürlichen Torii, eines Schreintors zum Okitsu-miya. | 1,89 |                 | 79.363,48       |
| Mikadobashira 御門柱                                 | Lage     | Die drei Riffe Koyajima, Mikadobashira und Tenguiwa bilden das Gelände des Okitsu-miya-Schreins. Darüber hinaus haben diese Riffe die Funktion eines natürlichen Torii, eines Schreintors zum Okitsu-miya. | 0,15 |                 | 79.363,48       |
| Tenguiwa 天狗岩                                      | Lage     | Die drei Riffe Koyajima, Mikadobashira und Tenguiwa bilden das Gelände des Okitsu-miya-Schreins. Darüber hinaus haben diese Riffe die Funktion eines natürlichen Torii, eines Schreintors zum Okitsu-miya. | 0,19 |                 | 79.363,48       |
| Okitsu-miya Yohaisho Schrein, Munakata Taisha 沖津宮 | Lage     | | Der Schrein ist Tagorihime-no-kami, eine der drei weiblichen Gottheiten von Munakata (Munataka-kami), gewidmet. Die Verehrung der drei weiblichen Gottheiten ist aus der Naturverehrung auf Okinoshima hervorgegangen, und diese beiden Stränge haben seither als lokale religiöse Traditionen nebeneinander bestanden. Dieses Anwesen ist weltweit einzigartig, da die dort gefundenen materiellen Zeugnisse den Prozess beleuchten, durch den sich die Verehrungspraktiken im Laufe der Zeit verändert haben. Die drei dazugehörigen Riffe – Koyajima, Mikadobashira und Tenguiwa – befinden sich einen Kilometer südöstlich und bilden das Gelände des Okitsu-miya-Schreins. Darüber hinaus haben diese Riffe die Funktion eines natürlichen Torii, eines Schreintors zum Okitsu-miya. | 0,24            | 79.363,48       |
| Nakatsu-miya Schrein, Munakata Taisha 中津宮         | Lage     | | Nakatsu-miya, wurde am Fuße des Mitake errichtet, um die Traditionen, die mit dem Mitakesan-Ritualplatz auf dem Gipfel des Berges begonnen hatten, fortzuführen. Er ist Tagitsuhime-no-Kami, eine der drei weiblichen Gottheiten von Munakata, geweiht. Der Fluss Amanogawa („Milchstraße“) fließt innerhalb des Schreingeländes. An beiden Ufern des Flusses steht jeweils ein kleiner Schrein: Der eine heißt Kengyu-sha, der andere Shokujo-sha. Einer japanischen Legende zufolge sind Kengyu und Shokujo (die Sterne Altair und Vega) ein Liebespaar, aber ihre Wohnsitze sind durch den Fluss Amanogawa getrennt. Die Liebenden dürfen sich nur einmal im Jahr treffen, am siebten Tag des siebten Monats des Mondkalenders.                                                        | 1,5             | 79.363,48       |
| Hetsu-miya Schrein, Munakata Taisha 辺津宮           | Lage     | | Der Schrein beherbergt Ichikishimahime-no-Kami, eine der drei weiblichen Gottheiten von Munakata. Die rituelle Stätte Shimotakamiya liegt auf einem Hügel mit Blick auf eine ehemalige Meeresbucht in der Nähe des Flusses Tsurikawa. Die Existenz dieser Stätte führte später zum Bau der Schreingebäude am Fuße des Hügels. Hetsu-miya ist zum zentralen Ort für die Rituale der Munakata Taisha geworden, die den drei weiblichen Gottheiten von Munakata gewidmet sind, die eng mit dem Meer und dem Fluss verbunden sind. | 11,27           | 79.363,48       |
| Shimbaru-Nuyama Hügelgräber                          | Lage     | | Die zwischen dem fünften und sechsten Jahrhundert errichtete Hügelgräbergruppe Shimbaru-Nuyama umfasst die Gräber des Munakata-Klans, einer alten, mächtigen Familie, die Beziehungen zu überseeischen Ländern unterhielt. Der Munakata-Klan führte auch Rituale auf Okinoshima durch und pflegte die Tradition des Glaubens an die heilige Insel. Bis heute sind 41 Hügelgräber gut erhalten, darunter fünf schlüssellochförmige Gräber mit runden Hinterhügeln, 35 runde Grabhügel und ein rechteckiger Grabhügel. | 15,31           | 79.363,48       |